# Lekka kawaleria (operetka)
Lekka kawaleria (Leichte Kavallerie) – operetka austriackiego kompozytora Franza von Suppégo, jednoaktówka będąca pod wpływem Jacques'a Offenbacha, z librettem Hansa Bodenstedta.
Po raz pierwszy została wystawiona w Carltheater w Wiedniu 21 marca 1866 roku. Uwertura tej operetki jest jednym z najbardziej znanych utworów von Suppégo, zaś jej główny temat muzyczny był wielokrotnie przytaczany przez muzyków oraz wykorzystywany, np. w filmach animowanych.